# Tânger-Tetuão
Tânger-Tetuão (em francês: Tanger-Tétouan) foi uma região do Marrocos, vigente entre 1997 e 2015. Sua capital era a cidade de Tânger. Sua área era de 11 570 km². Apesar do seu nome se ter mantido, a região e a cidade de Tetuão, juntamente com outras províncias orientais, deixaram de fazer parte da região em 2009.

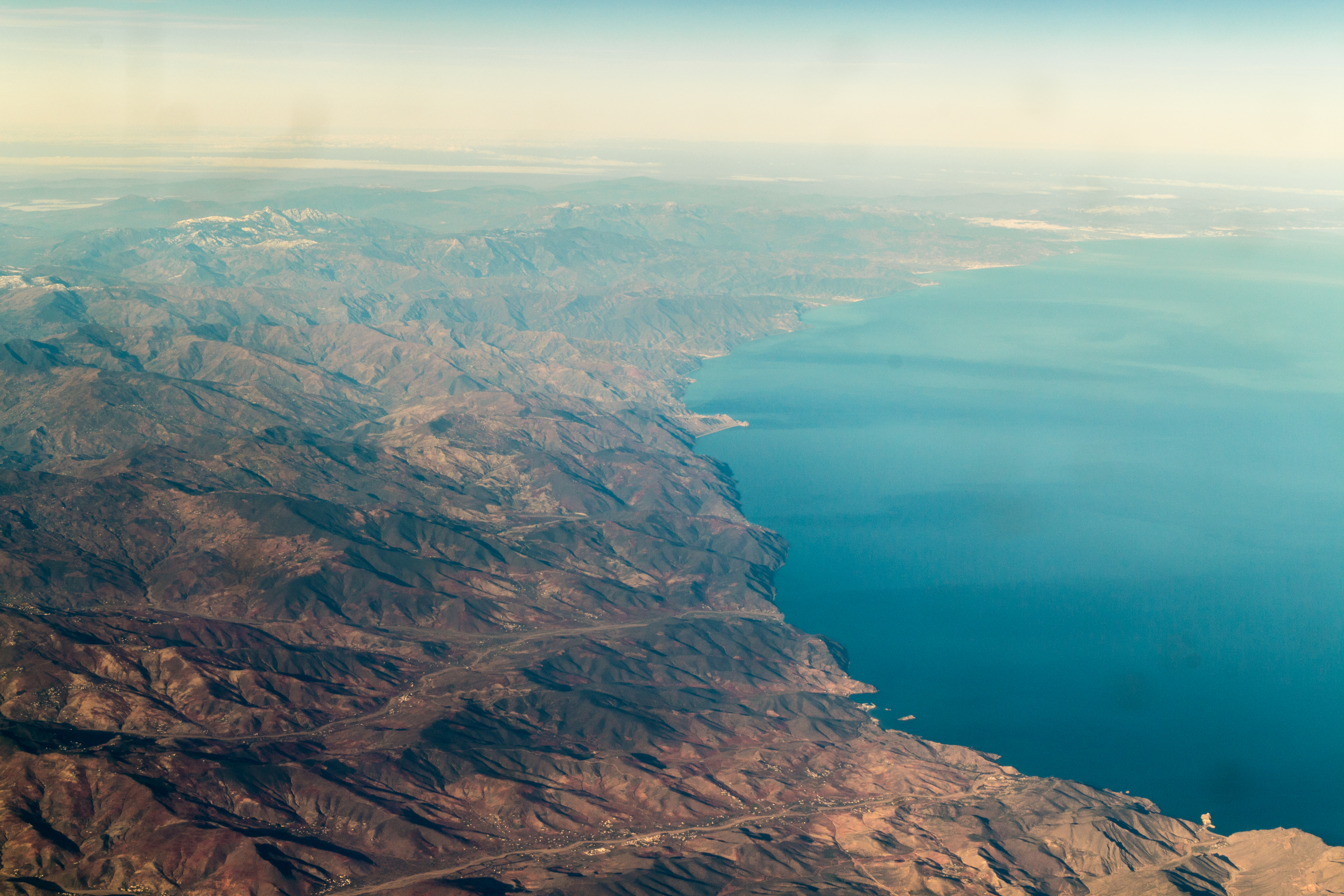
Costa Mediterrânea do Marrocos